# Martin Baucks
Martin Baucks (* 1961 in Hamm) ist ein deutscher Autor, Regisseur, Dramaturg und Schauspieler.

## Leben
Er studierte an der Folkwang Hochschule Schauspiel und Schauspielregie.
Sein erstes Engagement trat er am Theater Würzburg an. Seine Laufbahn führte ihn an das Stadttheater Essen, nach Dresden, an das Schauspiel Leipzig, an das Staatstheater Temesvar und das Schauspielhaus Hamburg. Ab 1999 war er in Berlin als Regisseur, Dramaturg und an der Seite von Stefan Otteni als künstlerischer Leiter an den Kammerspielen des Deutschen Theaters Berlin tätig. 2008 führte er Regie am Theaterhaus Mitte in Berlin.
Martin Baucks ist als Dramatiker sowohl beim Felix Bloch Erben Verlag in Berlin, wie beim S. Fischer Verlag in Frankfurt am Main vertreten. Er lebt auch heute noch als freier Künstler in der Hauptstadt, wo er gelegentlich als Fernsehschauspieler beschäftigt ist und weiter als Autor arbeitet.
Seine Stücke „Krumme Hunde“, „Hasenfratz“ (Felix Bloch Erben Verlag) und „Umbra“ (Fischer Verlag) zählen zu seinen zentralen schriftstellerischen Arbeiten. „Krumme Hunde“ wurde 1998 am Staatstheater Hannover uraufgeführt und in der Zeitung Die Welt als „Glücksfall“ beschrieben. Es erhielt eine Auszeichnung der Hannoverschen Autorentage.
Sein Stück Hasenfratz, das 2000 in Berlin an den Kammerspielen des Deutschen Theaters uraufgeführt wurde, besprach Die Welt kritisch, lobte jedoch die schauspielerische Leistung: „Das Blut, das in die Zuschauerreihen spritzt, ist ein ganz besonderer Holundersaft. Aber so ein Knalleffekt wirkt in einer Inszenierung, die mit den Auftritten von Cheerleadern und eingespielten Nirvana-Songs eher einen poetischen Realismus anpeilt, aufgesetzt und fremd.“ Die Westfälische Rundschau bemerkte hingegen, das Stück „gräbt sich um so tiefer in die verletzte Seele der Zuschauer, je mehr das Peinigende nur szenisch angedeutet wird“. Günther Grack führte hierzu im Tagesspiegel weiter aus: „Eruptionen der Gewalt, dazwischen Momente dumpfer Sprachlosigkeit: 90 Minuten, die sich im Werkraum der „neuen“ Kammerspiele zu einem Alptraum auswachsen, zu einem Rondo der Schrecken. (...) Man verläßt das Theater wie vor den Kopf geschlagen.“
Seit 2004 spielt er in den ZDF-Telenovelas regelmäßig bei jedem Staffelfinale die Rolle des Pfarrers, unter anderem 2009 in Wege zum Glück.